# Realmonte
Realmonte település Olaszországban, Szicília régióban, Agrigento megyében. Lakosainak száma 4378 fő (2023. január 1.). Realmonte Agrigento, Porto Empedocle és Siculiana községekkel határos.

## Népesség
A település lakossága az elmúlt években az alábbi módon változott:
| Lakosok száma | 4562 | 4540 | 4378 |
|               | 2017 | 2018 | 2023 |